# Yvan Quénin
Yvan Francis Quénin (ur. 1 marca 1920 w Monako, zm. 27 lipca 2009 tamże) – koszykarz francuski. Zdobył srebrny medal podczas letnich igrzysk w Londynie, wraz z reprezentacją Francji.